# Christophe Reichert
Pour les articles homonymes, voir Reichert.
Christophe Reichert est un réalisateur belge.
Responsable[Quoi ?] du département  informations reportages, magazines et multi-caméra à la Radio-télévision belge de la Communauté francophone (RTBF) entre 1980 et 1985, la chaîne lui confie des missions de réalisation pour des projets publicitaires, documentaires industriels et des longs-métrages de cinéma.

## Filmographie
- 1986 : La Femme de ma vie de Régis Wargnier (assistant réalisateur)
- 1999 : Deuxième quinzaine de juillet, avec Sam Touzani
- 2006-2020 : Plus belle la vie (France 3)
- 2024 : Plus belle la vie, encore plus belle (TF1) : épisodes 91 à 100